# Popków
Popków (niem. Pfaffensteig) – zanikająca wieś w Polsce położona w województwie dolnośląskim, w powiecie kłodzkim, w gminie Stronie Śląskie w Górach Bialskich nad potokiem Popówka, na zboczach Łyśca.

## Położenie
Popków leżał na zachodnim krańcu Gór Bialskich, nad potokiem Popówka, na zboczach Łyśca, na wysokości około 620–690 m n.p.m.

## Podział administracyjny
W latach 1975–1998 miejscowość administracyjnie należała do województwa wałbrzyskiego.
Obecnie nazwa nie występuje w oficjalnym spisie miejscowości w Polsce.

## Historia
Powstała jako kolonia pobliskiej wsi Młynowiec prawdopodobnie na początku XVII wieku. Zabudowa Popkowa sięgała wysokości 700 m n.p.m. Po 1945 roku miejscowość zasiedlona została tylko częściowo, a do końca lat 80. XX wieku ze względu na trudne warunki życia wyludniła się niemal całkowicie. Domy popadły w ruinę i służyły okolicznym mieszkańcom jako źródło łatwo dostępnego materiału budowlanego. Obecnie ocalało tylko jedno, najniżej położone gospodarstwo – zabytkowa, typowa sudecka chałupa, zbudowana z drewna i kamienia, nakryta długim dwuspadowym dachem.

## Turystyka
Przez teren dawnego przysiółka prowadzi  szlak turystyczny ze Stronia Śląskiego na Przełęcz Dział.